# Wycliffe
Wycliffe – wieś w Anglii, w hrabstwie Durham. Leży 33 km na południowy zachód od miasta Durham i 354 km na północ od Londynu.